# فهرست تعلقه‌های سند
در پاکستان و در ایالت سند،یک تًعًلُقه (انگلیسی: List of talukas of Sindh) یا تعلق یا تحصیل، یک زیرمجموعه از ناحیه است. در این نوشتار نام تحصیل‌های ایالت سند آمده است.

## بخش بنبور

### ناحیه بدین
1. تعلقه بدین
2. تعلقه گولارچی
3. تعلقه ماتلی

### ناحیه سجاول
1. میرپور بتهورو

## بخش حیدرآباد

### ناحیه دادو
1. تعلقه دادو

### ناحیه حیدرآباد، سند
1. تعلقه شهر حیدرآباد
2. تعلقه حیدرآباد (روستایی)
3. تعلقه لطیف‌آباد
4. تعلقه قاسم‌آباد

### ناحیه متیاری
1. تعلقه هالا
2. تعلقه ماتیاری
3. تعلقه سعیدآباد

### ناحیه تندو الله‌یار
1. تعلقه چمبر

## بخش لارکانه

### ناحیه جیکب‌آباد
1. تعلقه گرهی خیرو
2. تعلقه تهل

### ناحیه کشمور
1. تعلقه کشمور

### ناحیه لارکانه
1. تعلقه باقرانی
2. تحصیل دکری
3. تعلقه لارکانه
4. تعلقه رتو دیرو

### ناحیه شکارپور
1. تعلقه گرهی یاسین

## بخش میرپور

### ناحیه سانگهار
1. تعلقه سانگهار

## بخش سوکور

### ناحیه گهوتکی
1. تعلقه دهرکی
2. تعلقه گهوتکی
3. تعلقه میرپور ماتیلو
4. یوباورو تالوکا

### شهرستان خیرپور
1. گمبت
2. تعلقه خیرپور
3. تعلقه کنگری

### ناحیه سوکور
1. تعلقه رهری
2. تعلقه سوکور